# Cycnoches stelliferum
Cycnoches stelliferum là một loài phong lan.